# Figura św. Floriana w Brzesku

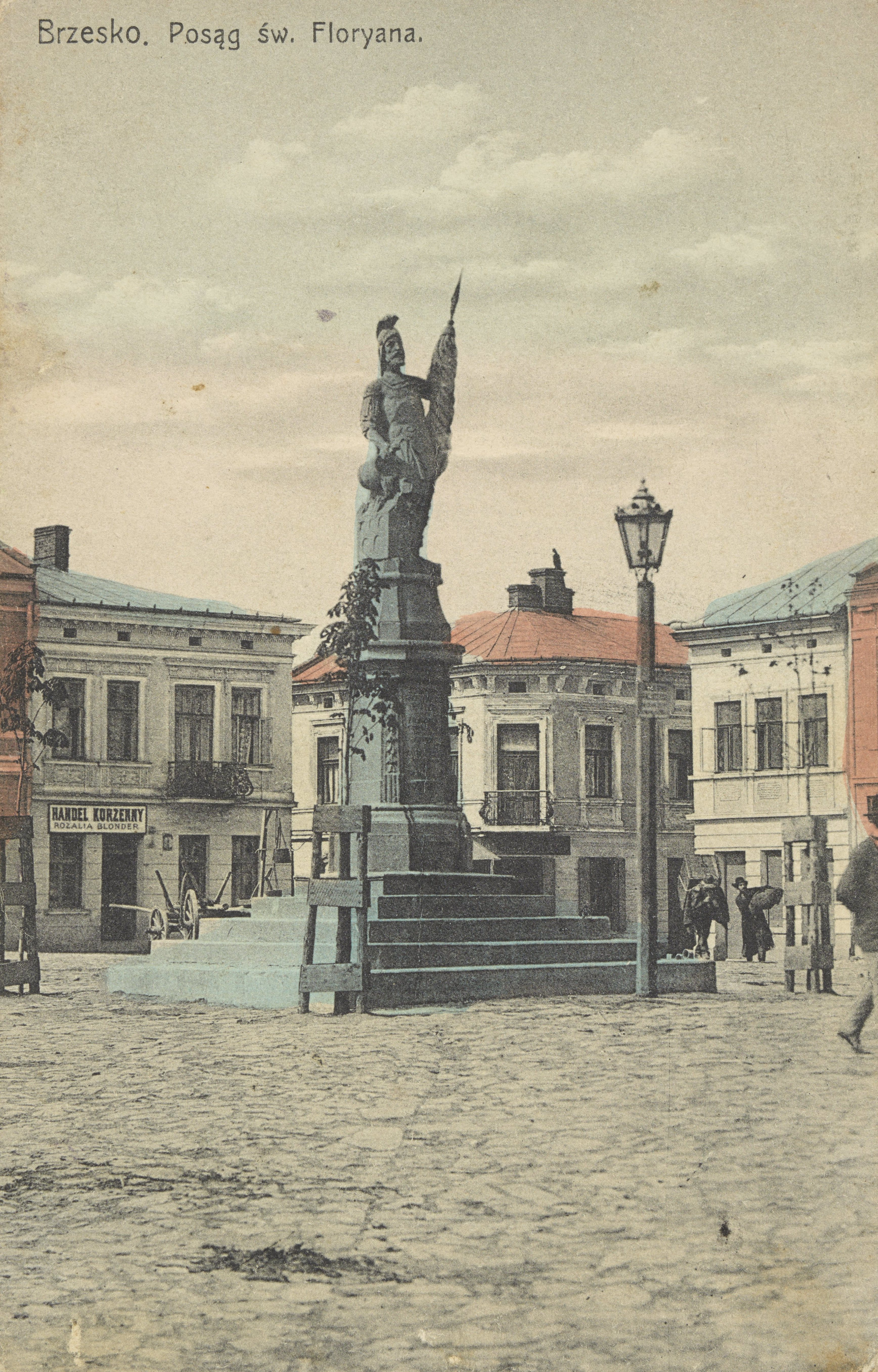
Widok figury około 1911

Figura św. Floriana w Brzesku – posąg z 1731 roku, znajdujący się w centralnej części brzeskiego Rynku. Rzeźba przedstawia postać św. Floriana, orędownika w walce z żywiołem ognia. Późnobarokowy posąg jest najstarszym zabytkiem tego typu w regionie. 

## Św. Florian
Św. Florian był żołnierzem i urzędnikiem cesarza rzymskiego w naddunajskiej prowincji Noricum. Żył w czasach prześladowania chrześcijan, według tradycji stanął w ich obronie, za co został skazany na śmierć. Zginął śmiercią męczeńską w 304 roku. Od 1436 roku św. Florian był zaliczany do głównych patronów Królestwa Polskiego. Uważano go za orędownika w walce z żywiołem ognia, patrona strażaków, kominiarzy, hutników i innych zawodów związanych z ogniem. Przydrożne kapliczki i figury miały chronić osady i miasta przed pożarem. W ikonografii św. Floriana najczęściej ukazuje się w rynsztunku rzymskiego żołnierza z proporcem lub lancą. Wodą z trzymanego w ręce naczynia gasi pożar płonącego domu.

## Historia
Figura św. Floriana została ufundowana przez brzeskich mieszczan, po pożarze miasta, który miał miejsce w 1723 roku. Posąg świętego wzniesiono 26 listopada 1731 roku, nie wiadomo kto jest twórcą rzeźby. W 1906 roku, po wielkim pożarze miasta w 1904 roku, figura została odrestaurowana i przestawiona w obecne miejsce na Rynku. Kolejne renowacje pomnika miały miejsce w 1941, 1967 oraz 2003 roku. Przed II wojną światową pieczę nad pomnikiem sprawowała Ochotnicza Straż Pożarna, a po wojnie Cech Rzemiosł Różnych. 

## Opis
Późnobarokowa rzeźba przedstawia stojącą postać św. Floriana z jego nieodłącznymi atrybutami. Święty ukazany jest jako żołnierz rzymski, w hełmie na głowie, dzierżący w lewej ręce zwinięty proporzec. W prawej dłoni trzyma naczynie z wodą, którą gasi pożar budynku u jego stóp. Posąg wykonano z białego piaskowca. Zwróconą na północną pierzeje Rynku figurę ustawiono na postumencie łączącym się z kamiennymi schodami. Na przedniej ścianie postumentu wykuto napis w języku łacińskim:  
S. Floriano regni Poloniae Patrono In honorem conflagrato tot vicibus oppido In Patrocinium. Anno Domini 1731 die 26 novembris Positum est.
W tłumaczeniu na język polski pierwsze zdanie brzmi: „Św. Florianowi, miasto tyle razy spalone oddaje się w opiekę". Następne zdanie informuje o dacie ustawienia. Niżej znajduje się napis w języku polskim: „Przestawiono i odnowiono r. 1906". Daty odnawiania posągu w późniejszych latach wykuto na bocznych i tylnej ściance podstawy. 